# L'Ami Joseph
L’Ami Joseph est une nouvelle de Guy de Maupassant, parue en 1883.

## Historique
L’Ami Joseph est initialement publiée dans la revue Le Gaulois du 3 juin 1883, puis dans le recueil posthume Le Père Milon en 1899.

## Résumé
M. de Méroul avait connu Joseph Mouradour au collège. Ils étaient de bons amis. Aussi quand il le rencontre dans un bal, ils se fréquentent à nouveau et Joseph est invité dans le château des Méroul.
Joseph est conseiller général, c’est un républicain, libre-penseur. Les Méroul sont royalistes et fervents catholiques.
Joseph est venu chez les Méroul avec ses journaux : Le Voltaire, La République française, La Justice et L'Intransigeant. Les Méroul lisent Le Gaulois et Le Clairon.
La cohabitation est difficile. Les Méroul préfèrent finalement le laisser seul chez eux et partent quelques jours en voyage.

## Éditions
- L’Ami Joseph, dans Maupassant, Contes et Nouvelles, texte établi et annoté par Louis Forestier, éditions Gallimard, Bibliothèque de la Pléiade, 1974  (ISBN 978 2 07 010805 3).